# Kanton Maubeuge-Nord
Maubeuge-Nord (Nederlands: Mabuse-Noord) is een voormalig kanton van het Franse Noorderdepartement. Het kanton maakte deel uit van het arrondissement Avesnes-sur-Helpe. Begin 2015 is het kanton opgeheven en zijn de gemeenten opgegaan in een nieuw kanton Maubeuge.

## Gemeenten
Het kanton Maubeuge-Nord omvatte de volgende gemeenten:
- Assevent
- Bersillies
- Bettignies
- Élesmes
- Gognies-Chaussée
- Jeumont
- Mairieux
- Marpent
- Maubeuge (deels, hoofdplaats)
- Vieux-Reng
- Villers-Sire-Nicole